# 월드 바투 리그
월드 바투 리그(World Batoo League)는 바투의 세계 대회이다. 총상금이 12억으로 한국의 이스포츠 대회와 기존 오프라인 바둑대회 중 가장 높은 총 상금을 자랑한다.

## 개요
바투는 제작 초기부터 바둑의 이스포츠화를 염두에 두었으며, 바투가 발표되자마자 바투 인비테이셔널을 개최해 기존 바둑 기사들과 아마추어 바투 유저가 참여하는 대회가 진행되었음을 이를 바탕으로 총상금 12억 규모의 세계대회인 월드바투리그를 개최하였다. 개발사인 이플레이온은 장기적으로 월드바투리그를 한, 중, 일 등이 연계한 글로벌 e스포츠로 키운다는 계획이다.

## 대회 방식

### 예선
시드전 한국라운드는 바둑 기사만 참가하는 대회로 50여명의 프로 바둑기사가 참가해 16명의 본선 진출자를 가렸다. 토너먼트를 통해 4강 진출자는 156명이 참가한 중국라운드 4강 진출자와 한중슈퍼라운드를 통해 진출한 중국 선수 4명과 5판 3선승제로 진행하며, 4명이 본선시드를 받게 된다.
이와 별개로, 전 세계 바투회원을 대상으로 온라인 예선을 통해 리그 포인트가 높은 상위 140명과 한중슈퍼라운드에 배패한 4명이 오프라인 예선 진출하게 되고, 오프라인 예선에서는 12강 8개조를 통해 총 16명이 최종예선에 진출한다. 최종 예선에서는 듀얼토너먼트를 통해 8강이 본선에 진출하게 된다. 바투인비테이셔널 우승자 허영호와 아마추어 시드전에 우승한 선수, 초청선수 2인이 자동 16강에 참가하여 총 16명의 선수가 본선을 이루게 된다.

### 본선
시드자를 중심으로 4명씩 4개조가 짜여지고, 조별 풀리그를 통해 각 조 1, 2위가 8강 토너먼트 진출한다. 경기는 3전 2선승제로 진행되며, 조별 순위 결정방식은 다승>세트득실>승자승이며, 승자승까지 같으면 재경기를 진행한다. 8강은 조지명식을 통해 조가 짜여지며 모든 경기는 5판 3선승제의 토너먼트 방식으로 각 경기 승자는 4강 진출한다. 

## 일정
- 시즌1 : 2009년 5월 11일 ~ 2009년 9월
- 시즌2 : 2009년 8월 ~ 2009년 12월
- 시즌3 : 2009년 11월 ~ 2010년 3월
- 파이널 라운드 : 2010년 4월

### 시즌1
- 시드전 한국라운드 예선 : 2009년 4월 6일
- 시드전 한국라운드 본선 : 2009년 4월 7일 ~ 4월 29일
- 한중라운드 : 2009년 5월 17일 ~ 6월 7일 매주 일요일
- 온라인 예선 : 2009년 5월 28일 ~ 2009년 6월 29일
- 오프라인 예선 : 2009년 7월 4일 토요일 (1~4조), 2009년 7월 5일 일요일 (5~8조)
- 최종 예선 : 2009년 7월 18일 (A조), 7월 18일 (B조), 7월 23일 (C), 중국에서 별도 진행 (D조)
- 16강 : 2009년 8월 14일 ~ 9월 20일
- 8강 조지명식 : 2009년 9월 20일
- 8강 : 2009년 10월 10일 (A조), 10월 15일 (B조), 10월 17일 (C조), 10월 22일 (D조)
- 준결승전 : 2009년 10월 24일, 10월 31일
- 결승전 : 2009년 11월 5일
- 3,4위전 : 11월 7일

## 상금
- 총상금 - 12억원
- 시즌 우승  - 1억 5000만원 X 3시즌
- 시즌 준우승 - 3000만원 X 3시즌

## 시즌1

### 대회 참가자 명단
- 시드배정 - 8명 
  - 바투인비테이셔널 우승 : 허영호
  - 아마추어 시드전 우승 : 손창호
  - 초청선수 : 이창호, 최철한
  - 한중슈퍼 라운드 우승 : 추이찬, 판페이, 텅청, 멍판숑
- 최종예선 통과자 - 8명
  - 김승준(A조 1위), 안달훈(A조 2위), 김찬우(B조 1위), 서정인(B조 2위), 박지은(C조 1위), 이재웅(C조 2위), 저우전위(D조 1위), 장리(D조 2위)

### 16강
| A조            | B조            | C조            | D조              |
| -------------- | -------------- | -------------- | ---------------- |
| 허영호 2승 1패 | 손창호 2승 1패 | 이창호 2승 1패 | 최철한 2승 1패   |
| 김승준 1승 2패 | 김찬우 0승 3패 | 박지은 1승 2패 | 저우전위 2승 1패 |
| 장리 0승 3패   | 이재웅 3승 0패 | 서정인 1승 2패 | 안달훈 1승 2패   |
| 추이찬 3승 0패 | 판페이 1승 2패 | 텅청 2승 1패   | 멍판시웅 1승 2패 |

### 8강 ~
|  | 8강전    | 8강전    |        |   | 준결승전 | 준결승전 |  |  | 결승전 | 결승전 |
|  |          |          |        |   |          |          |  |  |        |        |
|  |          |          |        |   |          |          |  |  |        |        |
|  |          |          |        |   |          |          |  |  |        |        |
|  | 이재웅   | 3        |        |   |          |          |  |  |        |        |
|  | 이재웅   | 3        |        |   |          |          |  |  |        |        |
|  | 이창호   | 1        |        |   |          |          |  |  |        |        |
|  | 이창호   | 1        | 이재웅 | 3 |          |          |  |  |        |        |
|  |          |          | 이재웅 | 3 |          |          |  |  |        |        |
|  |          | 저우전위 | 0      |   |          |          |  |  |        |        |
|  | 손창호   | 저우전위 | 0      | 2 |          |          |  |  |        |        |
|  | 손창호   |          |        | 2 |          |          |  |  |        |        |
|  | 저우전위 | 3        |        |   |          |          |  |  |        |        |
|  | 저우전위 | 3        | 이재웅 | 4 |          |          |  |  |        |        |
|  |          |          | 이재웅 | 4 |          |          |  |  |        |        |
|  |          | 최철한   | 2      |   |          |          |  |  |        |        |
|  | 허영호   | 최철한   | 2      | 3 |          |          |  |  |        |        |
|  | 허영호   |          |        | 3 |          |          |  |  |        |        |
|  | 추이찬   | 0        |        |   |          |          |  |  |        |        |
|  | 추이찬   | 0        | 허영호 | 1 |          |          |  |  |        |        |
|  |          |          | 허영호 | 1 |          |          |  |  |        |        |
|  |          | 최철한   | 3      |   |          |          |  |  |        |        |
|  | 최철한   | 최철한   | 3      | 3 |          |          |  |  |        |        |
|  | 최철한   |          |        | 3 |          |          |  |  |        |        |
|  | 텅청     | 0        |        |   |          |          |  |  |        |        |
|  | 텅청     | 0        |        |   |          |          |  |  |        |        |

## 인용
1. ↑  총상금 12억, 월드바투리그 열린다 아이뉴스21, 2009-03-30 10:27
2. ↑  월드바투리그 시드전 한국라운드 예선 시작 포모스, 2009-04-06